# Graphisurus
Graphisurus is een kevergeslacht uit de familie van de boktorren (Cerambycidae). De wetenschappelijke naam van het geslacht werd voor het eerst geldig gepubliceerd in 1837 door Kirby.

## Soorten
Graphisurus omvat de volgende soorten:
- Graphisurus despectus (LeConte, 1850)
- Graphisurus eucharis (Bates, 1885)
- Graphisurus fasciatus (Degeer, 1775)
- Graphisurus triangulifer (Haldeman, 1847)
- Graphisurus vexillaris (Bates, 1872)